# Coryphoideae
Sous-famille
Les Coryphoideae sont l'une des cinq sous-familles de palmiers, Arecaceae,. 

## Caractéristiques
Cette famille de palmiers contient presque tous les genres avec des feuilles palmées , à l'exception de Mauritia, Mauritiella et Lepidocaryum, tous de la sous-famille des Calamoideae, tribu des Lepidocaryeae, sous-tribu des Mauritiinae,. Cependant, tous les feuilles de palmier  « Coryphoidées » sont indupliquées (en forme de V)  (à l'exception de Guihaia), tandis que les palmiers de type « Calamoidées »  ont des feuilles redupliquées (en forme de V inversé, soit en <A>) . Des feuilles  pennées ne se trouvent  chez les Coryphoideae, pour Phoenix, et Arenga. Elles sont bipennées chez Caryota.

## Classification
La sous-famille des Coryphoideae est divisé en 8 tribus et 4 sous-tribus,,:
- Sabaleae
  - Sabal
- Cryosophileae
  - Schippia
  - Trithrinax
  - Zombia
  - Coccothrinax
  - Leucothrinax
  - Hemithrinax
  - Thrinax
  - Chelyocarpus
  - Cryosophila
  - Itaya
  - Sabinaria
- Phoeniceae
  - Phoenix
- Trachycarpeae
  - Rhapidinae
    - Chamaerops
    - Guihaia
    - Trachycarpus
    - Rhapidophyllum
    - Maxburretia
    - Rhapis

  - Livistoninae
    - Livistona
    - Licuala
    - Lanonia
    - Johannesteijsmannia
    - Pholidocarpus
    - Saribus

  - membres non placés dans les Trachycarpeae
    - Acoelorrhaphe
    - Serenoa
    - Brahea
    - Colpothrinax
    - Copernicia
    - Pritchardia
    - Washingtonia
- Chuniophoeniceae
  - Chuniophoenix
  - Kerriodoxa
  - Nannorrhops
  - Tahina
- Caryoteae
  - Caryota
  - Arenga
- Corypheae
  - Corypha
- Borasseae
  - Hyphaeninae
    - Bismarckia
    - Satranala
    - Hyphaene
    - Medemia

  - Lataniinae
    - Latania
    - Lodoicea
    - Borassodendron
    - Borassus

Le genre Sabinaria a été découvert et décrit après que la classification utilisée ici, a été publiée, mais sa morphologie le place clairement dans la tribu des Cryosophileae. Le genre Saribus a été séparé du genre Livistona, tandis que Lanonia a été séparé du genre Licuala, aussi, après la publication. La  tribu des Trachycarpeae a été initialement décrite comme tribu des « Livistoneae », mais le nom de Trachycarpeae était prioritaire. La classification de Baker & Dransfield en 2016 résout tous ces éléments.

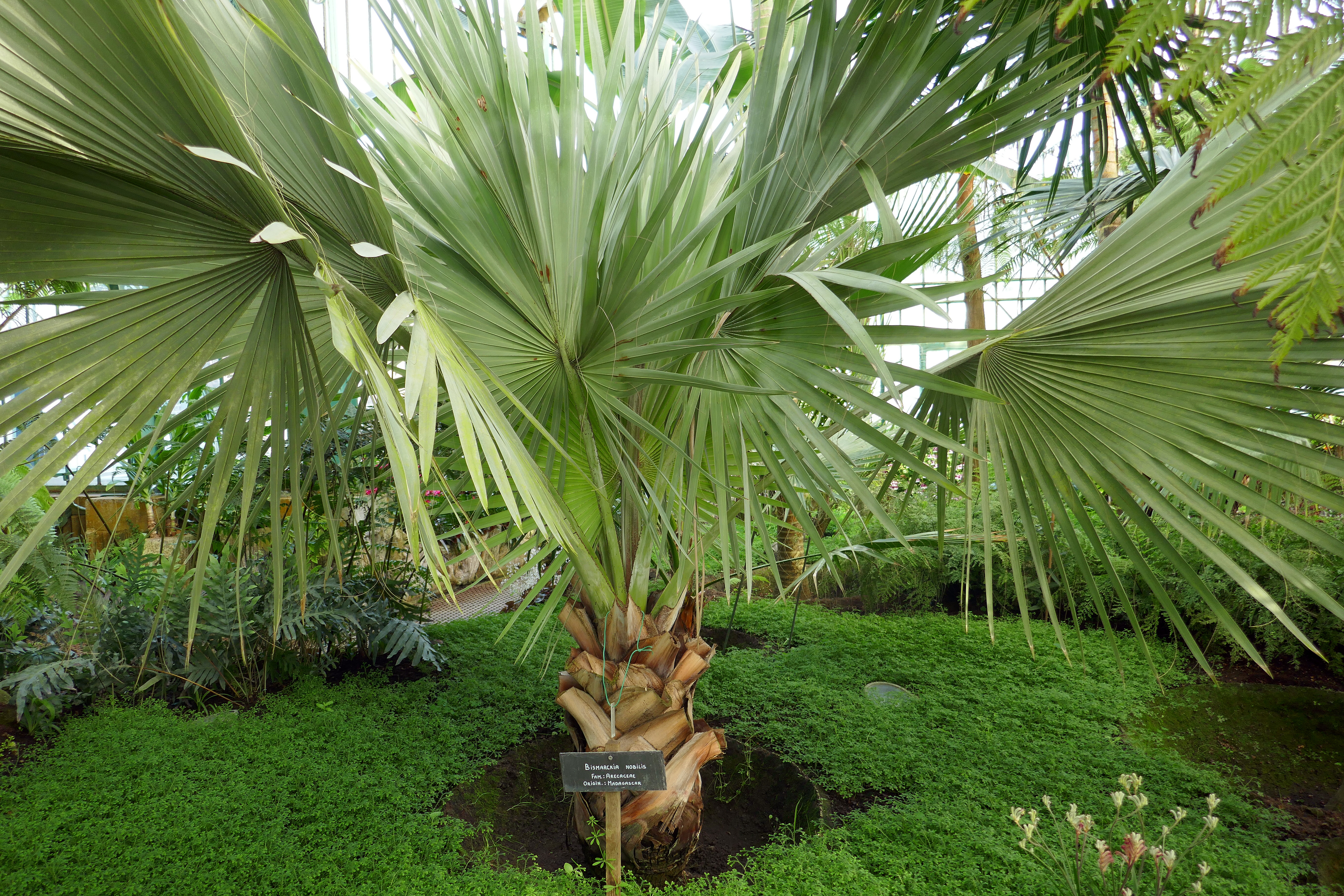
Bismarckia nobilis, de la tribu des Borasseae.
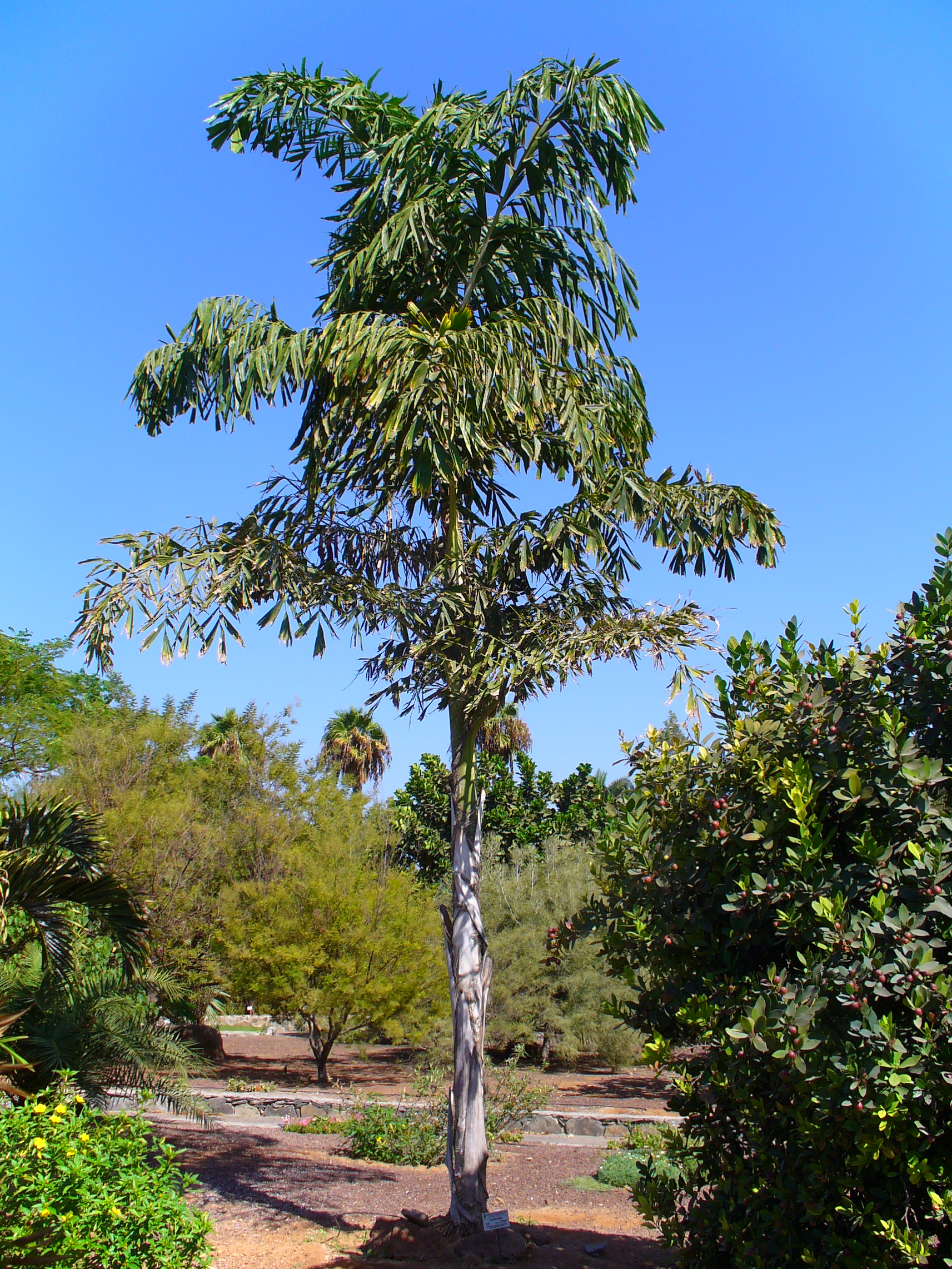
Caryota maxima, de la tribu des Caryoteae
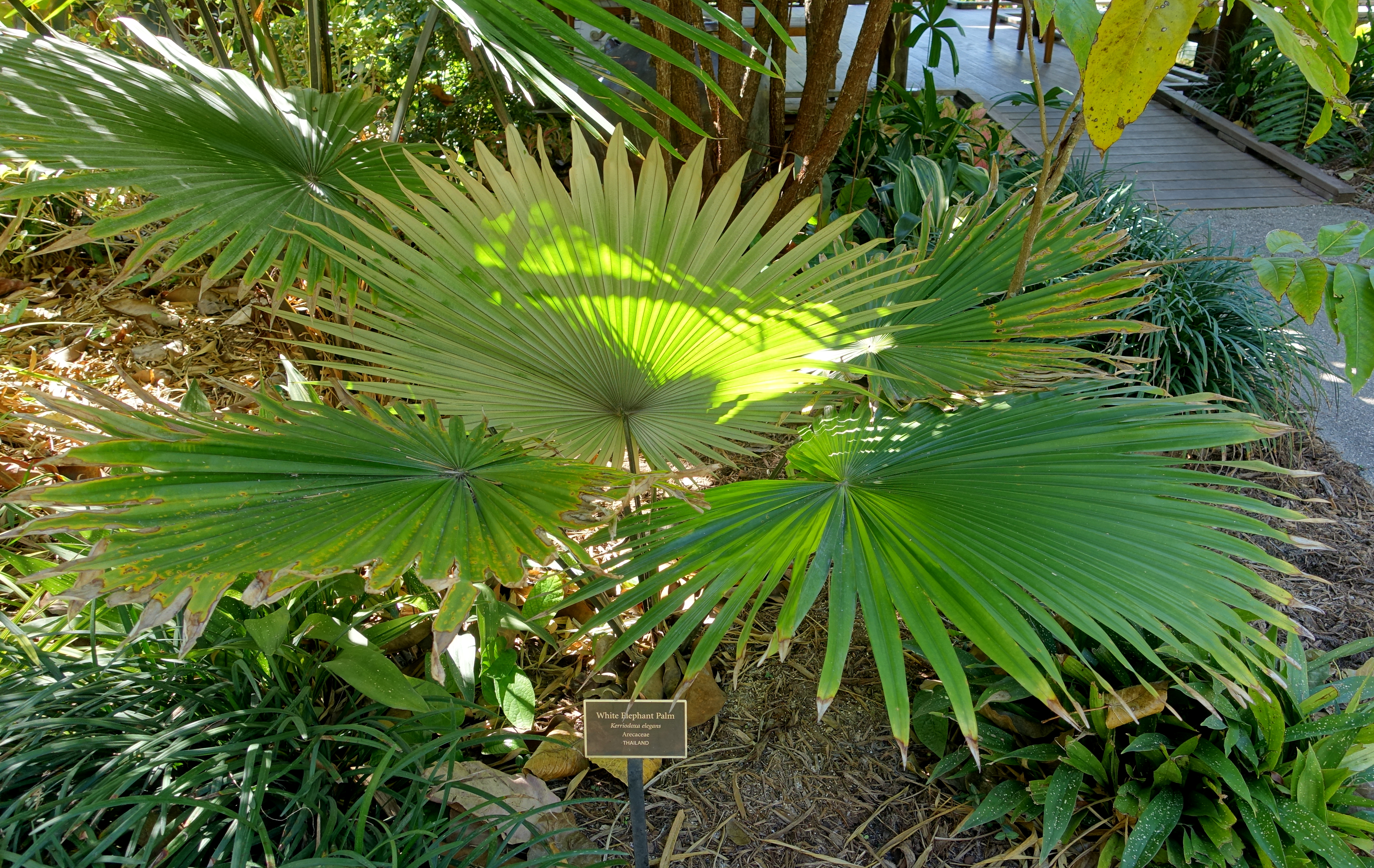
Kerriodoxa elegans, de la tribu des Chuniophoeniceae.
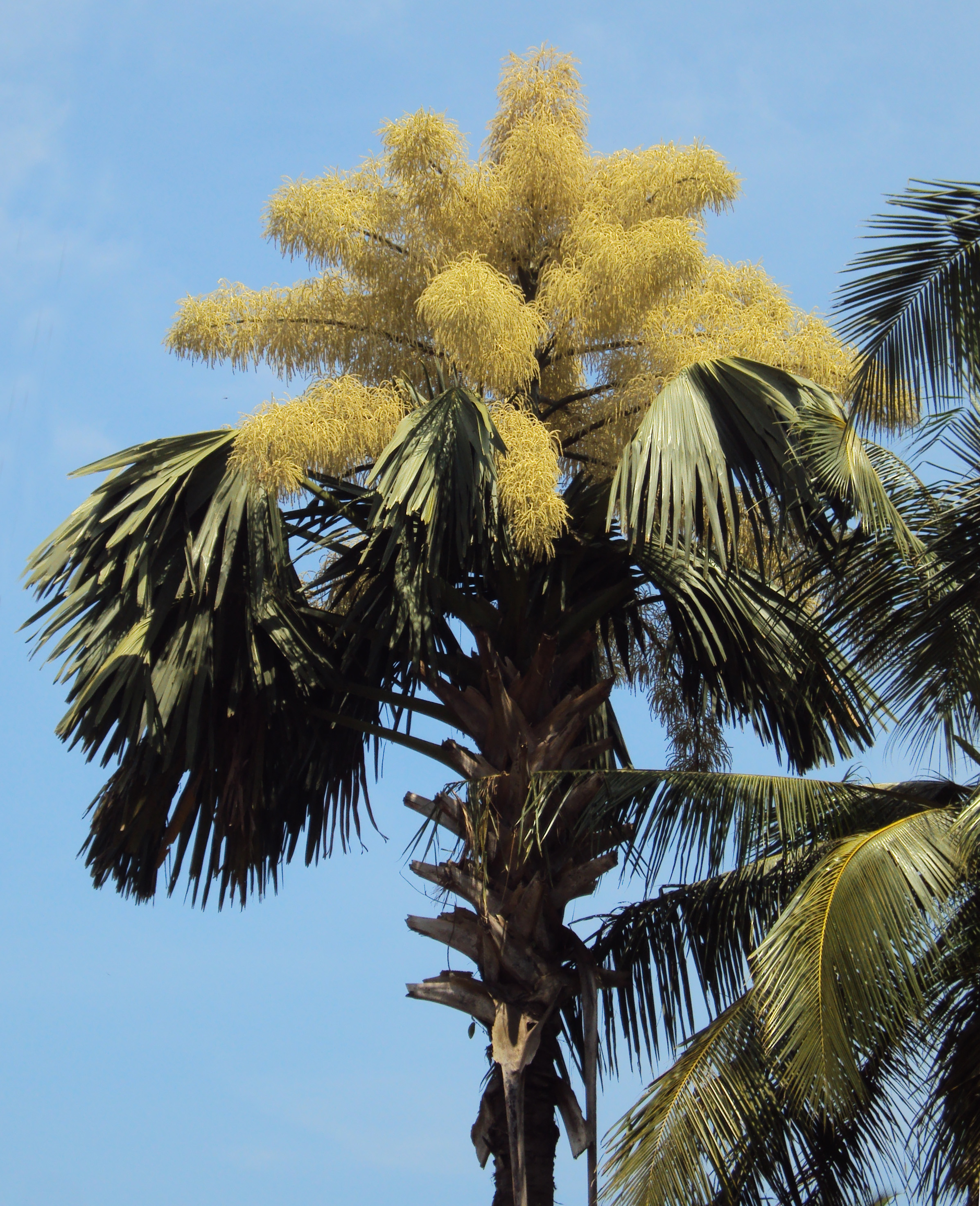
Corypha umbraculifera, de la tribu des Corypheae.
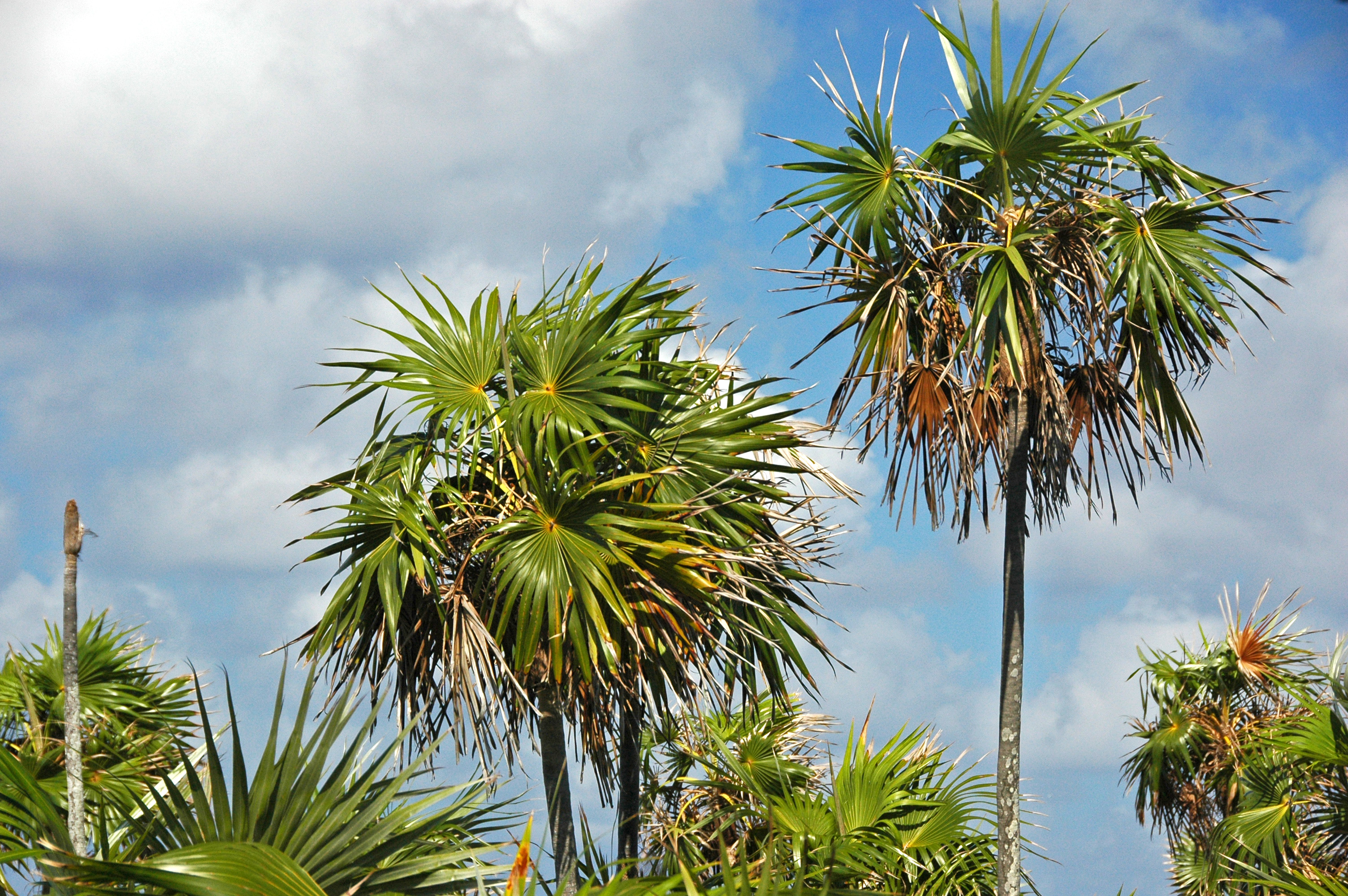
Coccothrinax argentata, de la tribu des Cryosophileae.
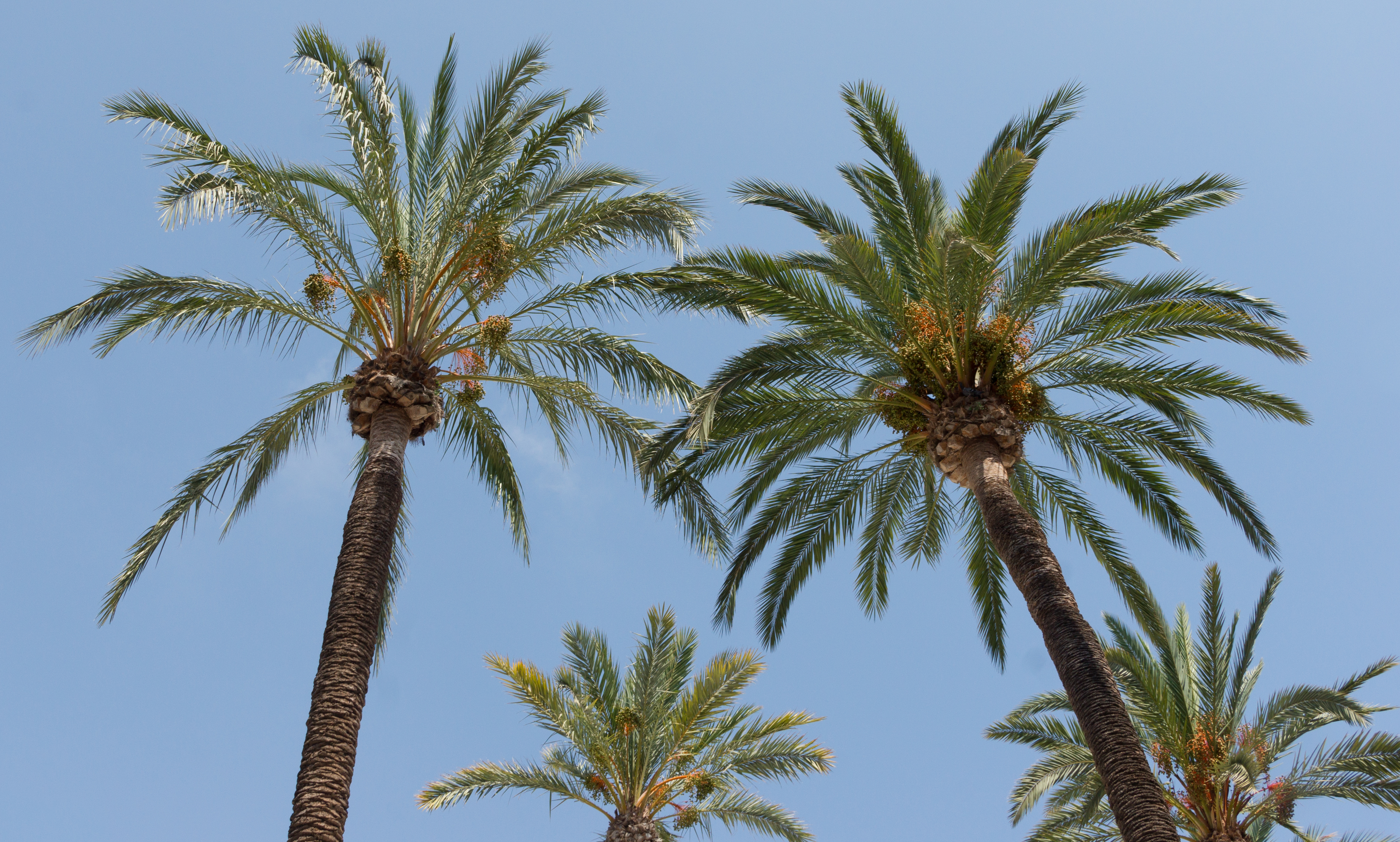
Phoenix canariensis, une Phoeniceae
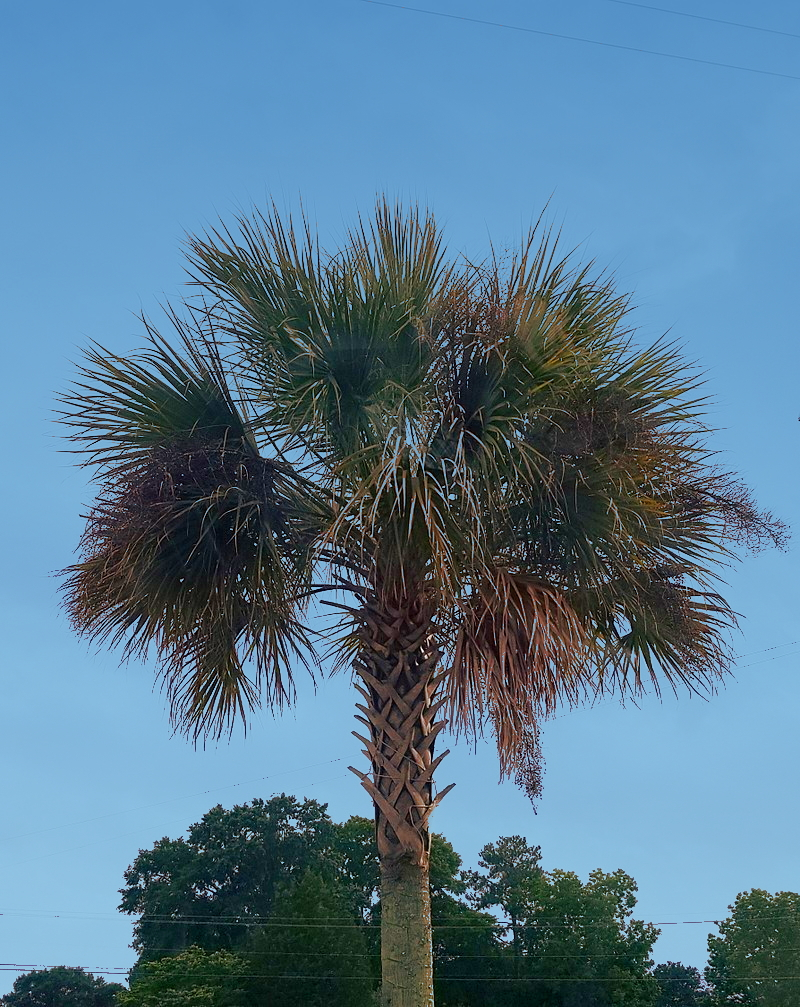
Sabal palmetto, de la tribu des Sabaleae.
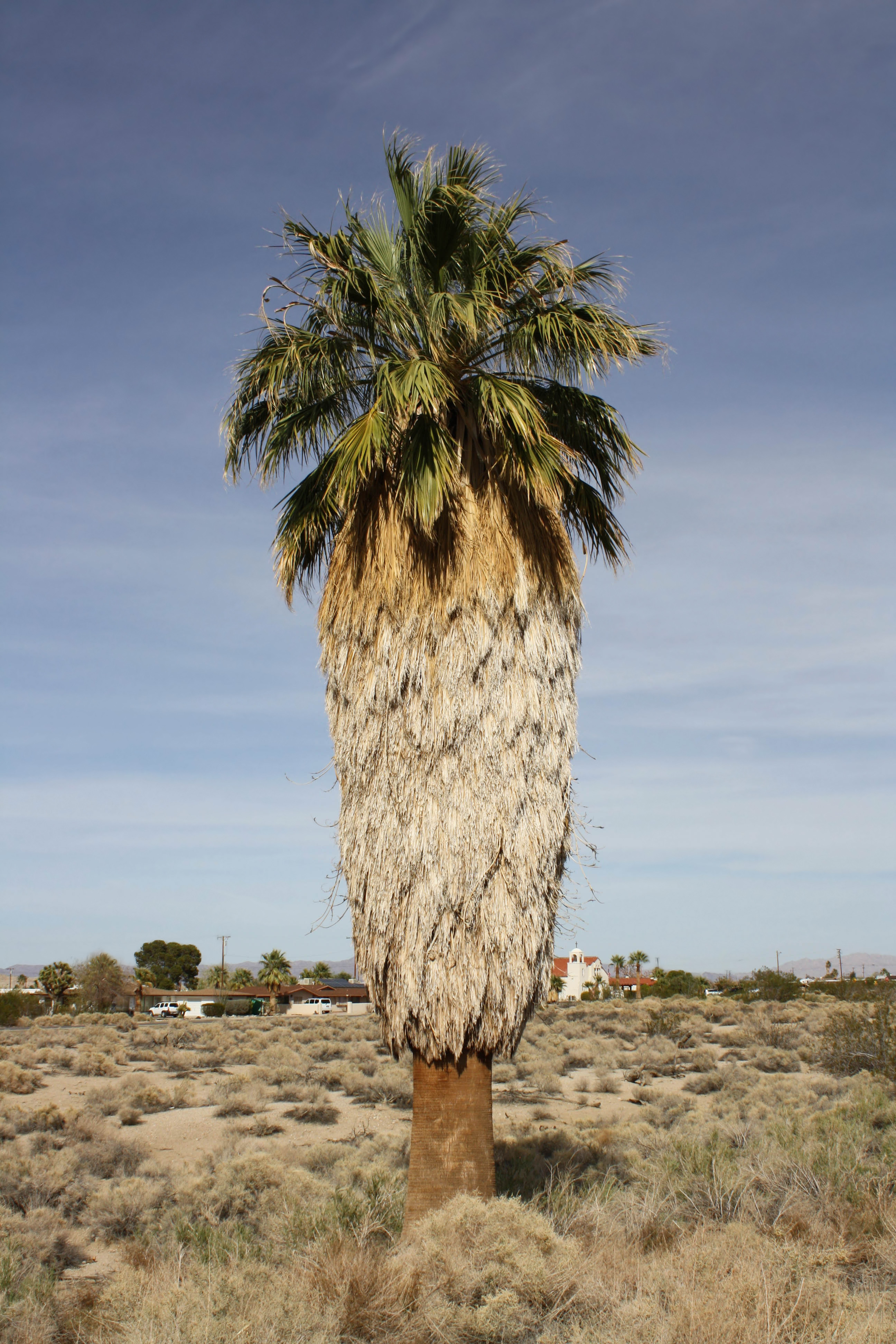
Washingtonia filifera, de la tribu des Trachycarpeae.
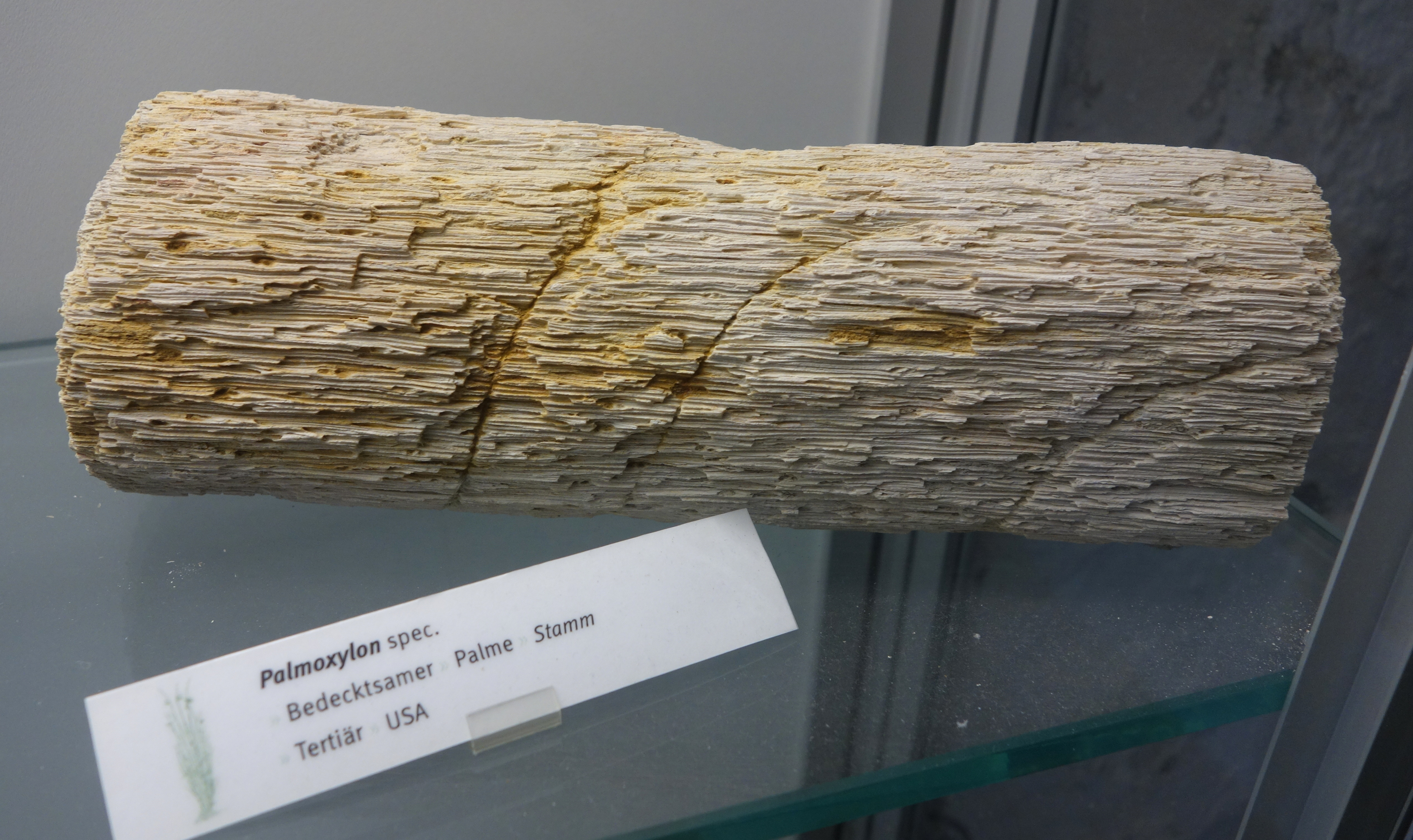
Fossile de stipe du genre Palmoxylon (Cénozoïque inférieur).